# Остраћа
Остраћа или Остатија (лат. Ostacia) је било
средњовековно рударско насеље и рудник у Копаоничке рудне области. Помиње се 1346. године, у писму папе Климента VI (1342—1352), као једно од места насељених католицима у средњовековној Србији. Њен тачан положај данас није утврђен, а у питању су или село Остраће или заселак Остатија.

## Локација Остраће
Према мишљењу Константина Јиричека, из друге половине XIX века, средњовековна Остраћа се налазила на месту данашњег села Остраће, на западним падинама Копаоника, према Ибарској долини.
Са друге стране, Михајло Динић сматра да се средњовековна Остраћа налазила још западније, са друге стране Ибра, на месту данашњег засеока Остатије, које се налази на североисточном делу Голије.Топоними у околини овог села указују на рударску активност, а археолошка истраживања су у његовој близини открила остатке копова и топионица, у којима вађено и обрађивано гвожђе и олово.

## Напомена
1. ↑  У близини данашње Остатије се налазе места Сасе, Рудно и Коваче, затим Рудњачка река, Римска или Мајданска бразда и други.